# 古奧里蓋爾
35°25′22″N 7°35′36″E / 35.42278°N 7.59333°E
古奧里蓋爾（阿拉伯语：‎），是阿爾及利亞的城鎮，位於該國東北部泰貝薩省，由比爾穆卡德姆區負責管轄，面積328平方公里，2008年人口5,415，人口密度每平方公里17人。